# 야마구치 요시타다 (법조인)
야마구치 요시타다(일본어: 山口 良忠, 1913년 11월 16일 ~ 1947년 10월 11일)는 일본의 법률가이다. 사가현 기시마군 후쿠지촌 (현재의 시로이시정) 출신으로 교토 제국대학 법학부 대학원 재학 중에 고등사법시험에 합격하여 1941년 판사로 임용되었다. 제2차 세계대전 종전 후에 도쿄구재판소에서 경제사범을 담당하는 판사로 일하면서 식량관리법에 따라 암시장에서 유통되는 음식을 거부하다가 영양실조로 사망하였다.